# Nika Sandokhadze
Nika Sandokhadze (Tiflis, 20 de febrero de 1994) es un futbolista georgiano que juega de defensa central en el FC Lokomotivi Tbilisi  de la Erovnuli Liga.

## Carrera deportiva
Sandokhadze comenzó su carrera en 2011 en el Dinamo Tbilisi, en el que estuvo hasta 2012, sin llegar a disputar ningún partido.
Entre 2012 y 2017 jugó en el FC Torpedo Kutaisi, en el FC Lokomotivi Tbilisi y en el FC Samtredia, en el que consiguió destacar, al jugar en el club durante dos temporadas, marcando seis goles a lo largo de 60 partidos.
En 2018 fichó por el Karpaty Lviv de la Liga Premier de Ucrania, marchándose cedido nada más llegar al RFS Riga. 
En 2019 regresó a Georgia de la mano del FC Saburtalo Tbilisi, equipo que abandonó en 2020 para regresar al Dinamo Tbilisi, que decidió cederlo al FC Lokomotivi Tbilisi.
En el Lokomotivi Tbilisi disputó la primera ronda de clasificación de la Europa League 2020-21 frente al Universitatea Craiova, que terminó con victoria por 2-1 para los georgianos, realizando un gran partido. En la segunda ronda consiguieron vencer, también, al Dinamo de Moscú, logrando el pase a la tercera ronda clasificatoria de la competición, donde cayeron frente al Granada C. F.

## Carrera internacional
Sandokhadze fue internacional sub-17, sub-19 y sub-21 con la selección de fútbol de Georgia.

## Clubes
| Club                           | País    | Año         |
| ------------------------------ | ------- | ----------- |
| Dinamo Tbilisi                 | Georgia | 2011 - 2012 |
| FC Torpedo Kutaisi             | Georgia | 2012 - 2013 |
| FC Lokomotivi Tbilisi          | Georgia | 2014 - 2015 |
| FC Samtredia                   | Georgia | 2015 - 2017 |
| Karpaty Lviv                   | Ucrania | 2018 - 2019 |
| RFS Riga (cedido)              | Letonia | 2018        |
| FC Saburtalo Tbilisi           | Georgia | 2019        |
| Dinamo Tbilisi                 | Georgia | 2020 - Act. |
| FC Lokomotivi Tbilisi (cedido) | Georgia | 2020 - Act. |